# Lee (jeans)
Lee è una delle più antiche e popolari marche di jeans del mondo.

## Storia
Lee è stata fondata nel 1889 da Harry David Lee con sede a Merriam in Kansas (USA) e posseduta dal 1969 dalla Vf Corporation, che controlla anche la Wrangler, la JanSport e la North Face.
Nel 1911 Henry David Lee, visto che c'era un enorme bisogno di abiti da lavoro, che nessuno ancora era in grado di soddisfare, creò la salopette, che allora fu chiamata "Bill Overall": era in tessuto denim da 8 once e aveva la pettorina e le bretelle, prima fisse e poi regolabili. Nel 1913 venne invece la "Union-All", cioè la tuta da lavoro. Era, di fatto, il capo d'abbigliamento che risultava dall'aver cucito insieme un paio di dungaree e una giacchetta, e che copriva il lavoratore dal collo alle caviglie.
Per quell'epoca, una rivoluzione: finalmente operai e contadini potevano fare in modo che, a fine giornata, i propri abiti non fossero sporchi da gettare via. Nel 1917, la Lee è la prima fabbrica d'abbigliamento a fare pubblicità su scala nazionale negli USA, dei Lee Bib Overall e della Union-All, pubblicata da principio sul "Saturday Evening Post", e poi in tutta l'America.
È oggi uno dei più famosi marchi globali di jeans ed abbigliamento casual.